# Slug (Rapper)

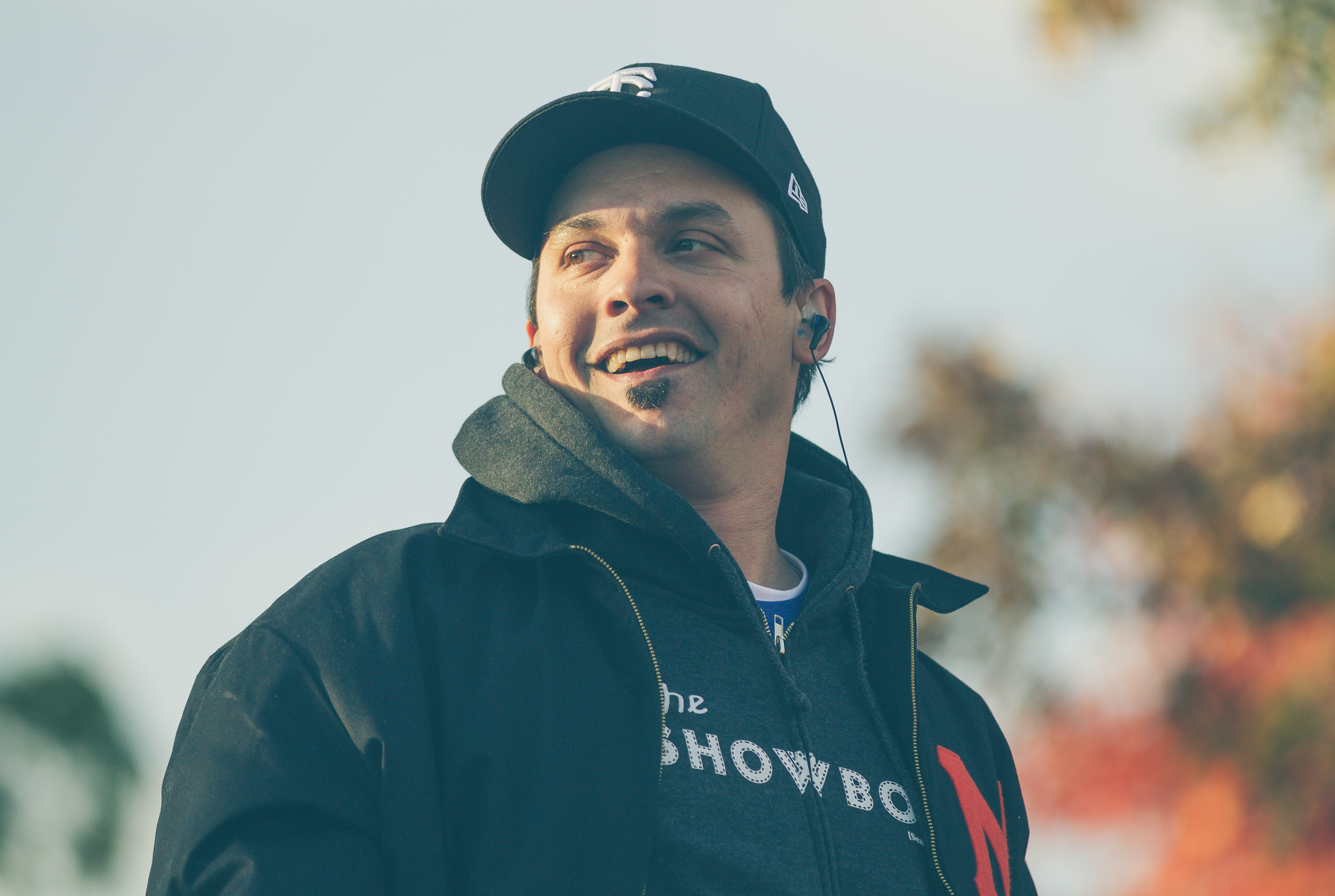
Slug bei einem Konzert

Slug (* 7. September 1972 in Minneapolis, Minnesota; bürgerlich Sean Michael Daley) ist ein US-amerikanischer Rapper. Bekannt wurde er als Mitglied der Hip-Hop-Gruppe Atmosphere
in der er zusammen mit Produzent Ant seit 1994 aktiv ist. Auch bekannt ist er unter dem Namen Sep Seven. Slug ist Mitbegründer des Minnesota Hip-Hop-Label Rhymesayers Entertainment.

## Biografie
Daley kam als Sohn von Valerie und Dylan Sorenson zur Welt. Den Spitznamen bekam er von seinem Vater, der Sluggo genannt wurde und deshalb seinen Sohn little Sluggo rief.
Dies kürzte Daley später zu Slug. Bevor er bekannt wurde, machte er viel Musik zusammen mit dem Rapper Nic Lehnertz, der nach Slugs Aussage ein wichtiger Faktor in seinem Aufstieg in der Rap-Szene
war. Nach dem Schulabschluss hörte Nic Lehnertz auf zu rappen und Slug tat sich mit Rapper Spawn zusammen und gründete die Band Atmosphere, in der Slug allerdings zunächst noch nicht rappte, sondern als DJ tätig war. Das Duo kollaborierte immer öfter mit dem Produzenten Ant, der sich daraufhin der Gruppe anschloss.
Des Weiteren ist Slug Mitglied folgender Gruppen:
- Felt zusammen mit Murs
- Deep Puddle Dynamics zusammen mit Sole, DoseOne und Alias
- The Orphanage zusammen mit Aesop Rock, Eyedea, Blueprint und Illogic
- The Dynospectrum zusammen mit Ant, Musab, I Self Divine und Mr. Gene Poole

## Diskografie

### Mit Atmosphere
→ siehe Atmosphere
- 1997: Overcast! (Rhymesayers Entertainment)
- 2002: God Loves Ugly (Rhymesayers Entertainment)
- 2003: Seven’s Travels (Rhymesayers Entertainment)
- 2005: You Can't Imagine How Much Fun We're Having (Rhymesayers Entertainment)
- 2008: When Life Gives You Lemons, You Paint That Shit Gold (Rhymesayers Entertainment)
- 2011: The Family Sign (Rhymesayers Entertainment)
- 2014: Southsiders (Rhymesayers Entertainment)
- 2016: Fishing Blues (Rhymesayers Entertainment)
- 2018: Mi Vida Loca (Rhymesayers Entertainment)

### Mit Felt
- 2002: Felt: A Tribute to Christina Ricci (Rhymesayers Entertainment)
- 2005: Felt, Vol. 2: A Tribute to Lisa Bonet (Rhymesayers Entertainment)
- 2009: Felt 3: A Tribute To Rosie Perez (Rhymesayers Entertainment)

### Mit Deep Puddle Dynamics
- 2000: The Taste of Rain… Why Kneel? (Anticon)

### Mit The Dynospectrum
- 1998: The Dynospectrum (Rhymesayers Entertainment)